# Grotte de Neptune (Alghero)
Pour les articles homonymes, voir Grotte de Neptune.
Les grottes de Neptune (en catalan Coves de Neptú) sont des cavités naturelles d'origine karstique situées sur le territoire de la commune d'Alghero à 24 kilomètres du chef-lieu, province de Sassari, sur le versant nord-ouest de la presqu'île du cap Caccia en Sardaigne.
La grotte est découverte par un pêcheur local au XVIIIe siècle, et depuis, elle s'est révélée comme une destination touristique. La grotte prend son nom du dieu romain de la mer, Neptune.

## Accès
En raison de la topographie particulière du lieu, l'entrée aux grottes est possible seulement si les conditions météorologiques le permettent. Son accès est possible de deux façons ; par un escalier panoramique de 654 marches qui serpente le long de la paroi du cap Caccia, connu sous le nom d'Escala del Cabirol. L'autre possibilité est via mer, avec un départ du port d'Alghero ou de l'embarcadère de la Dragunara à Porto Conte.
Jusqu'en 1959, date d'achèvement de l'escalier dit Escala Cabirol, la déception était grande parmi de nombreux voyageurs de l'époque qui ne purent accéder aux célèbres grottes dont la visite était conditionnée par une mer calme. Déjà au XIXe siècle, pour faciliter leurs accès, de nombreux projets fleurissaient, certains fantaisistes, comme celui de percer un tunnel sous le cap jusqu'aux grottes ; dans son récit de voyage en Sardaigne, Sir John Tyndale Warren n'ayant pu les visiter -  proposait la même solution – et devait se contenter d'une description faite par l'écrivain-voyageur Alberto La Marmora, auteur, aussi, d'un « Voyage en Sardaigne ».

## Morphologie
La longueur totale de la grotte est de 2 770 m, mais seulement quelques centaines de mètres sont ouvertes au public. L'intérieur est formé de salles aux colonnes  de stalactites et de stalagmites, et du Lago Lamarmora, lac salé - aux reflets marmoréens (d'où son nom Lamarmora) d'environ 120 m de long et dont le niveau est le même que celui de la mer. La grotte fut un temps occupée par les phoques moines.

## Grottes adjacentes
À proximité se trouvent aussi deux autres grottes : la Grotta dei Pizzi e Ricami, accessible uniquement par la mer, et la gigantesque Grotta dell'Altare mieux connue comme Grotta Verde ouverte aux personnes munies d'un permis spécial. Cette dernière grotte est très importante d'un point de vue scientifique où ont été découverts des graffitis, des sépultures ainsi que de la poterie datant de l'époque néolithique. 
En outre, sous l'eau existent beaucoup d'autres grottes situées à 100 m au sud, sous la pointe du cap Caccia, qui composent un vaste système karstique submergé dont la grotte la plus grande est celle de Nérée (it).

## Événements
Lors de l'été de 1978, pendant environ deux mois, la grotte devient le lieu de tournage d'un film de science-fiction  intitulé « Le Continent des hommes-poissons » dirigé par  Sergio Martino avec comme protagoniste Barbara Bach.

## Illustrations

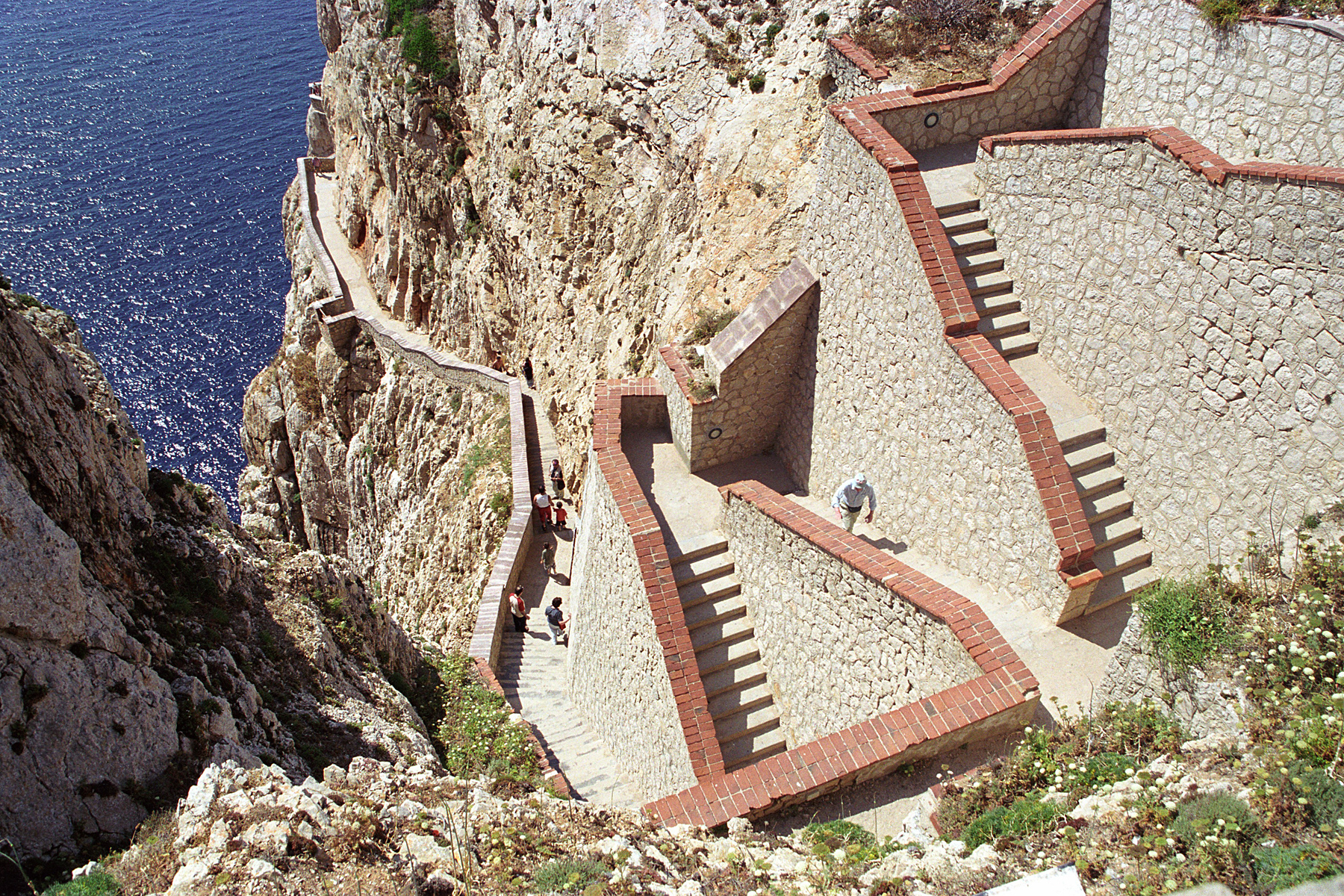
L'escalier dit Escala del Cabirol.
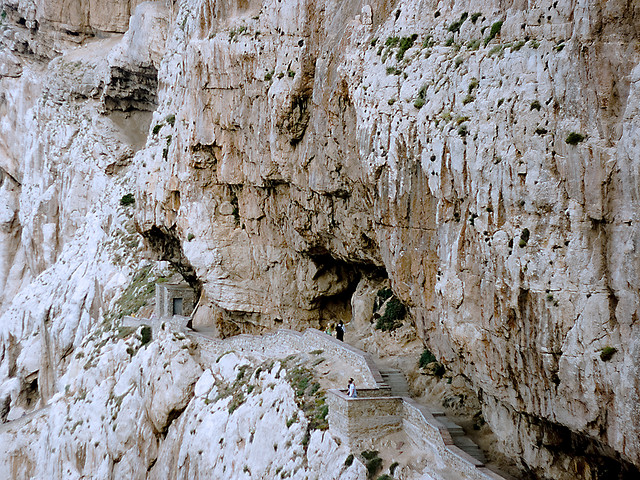
Chemin d'accès aménagé dans la falaise.
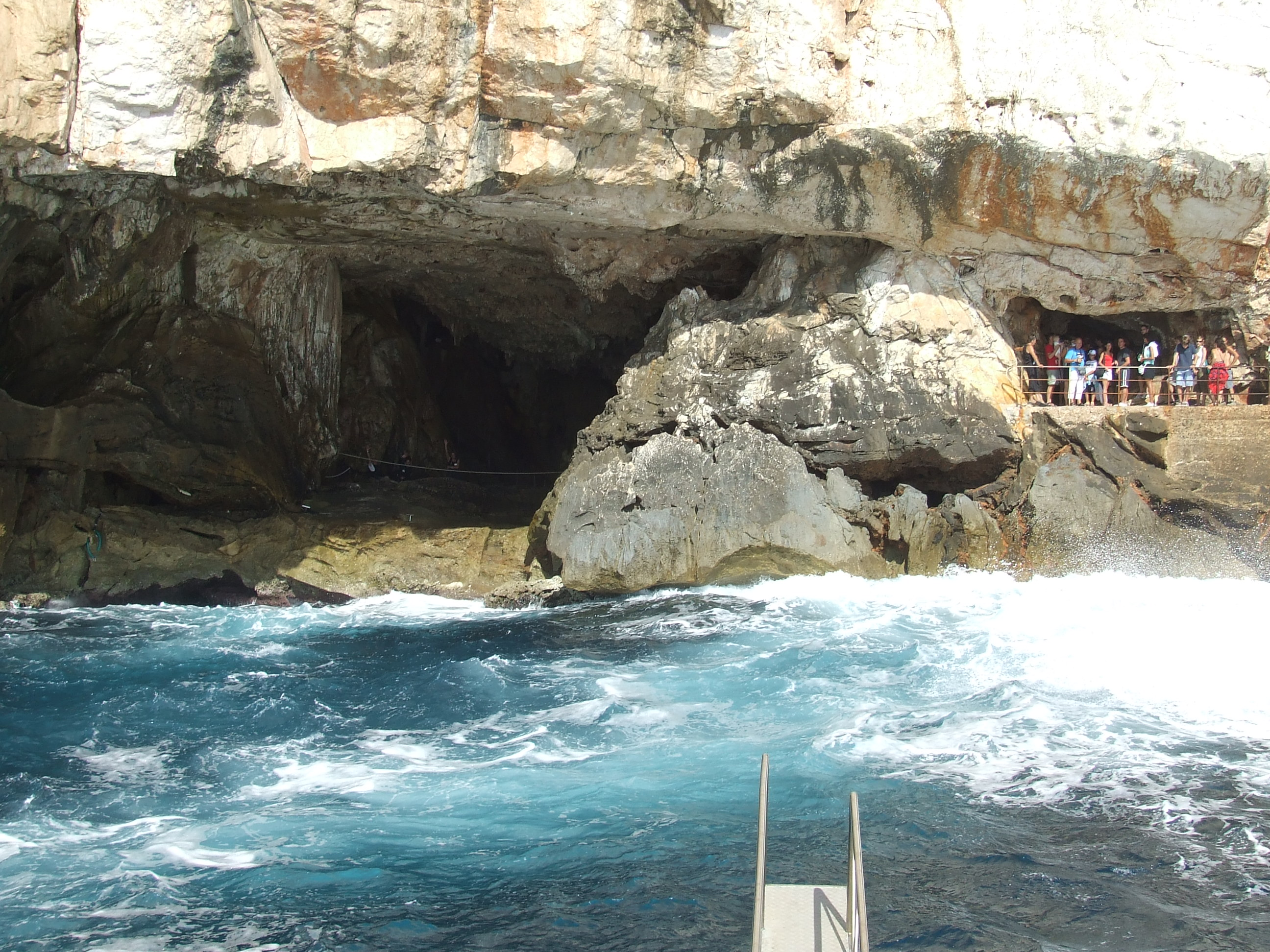
Entrée de la grotte.
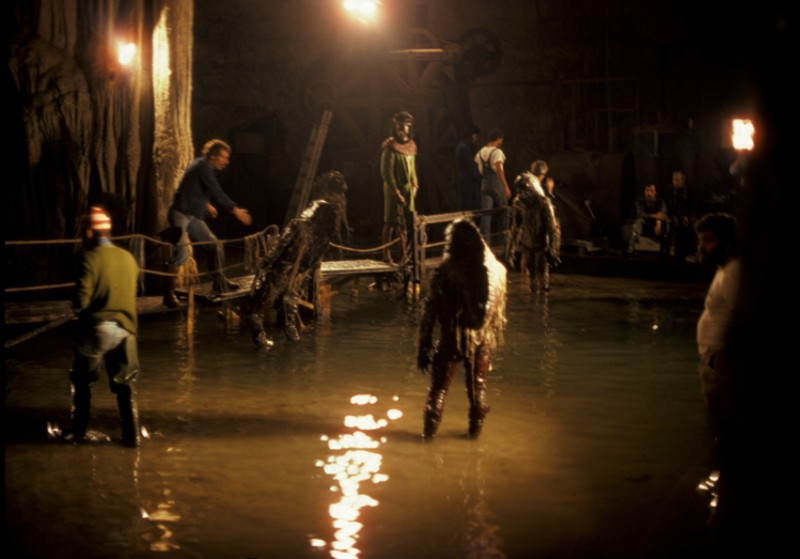
Tournage du film « Le Continent des hommes-poissons. »
Première salle.